# فرودگاه هاناماکی
فرودگاه هاناماکی (به انگلیسی: Hanamaki Airport) یک فرودگاه همگانی با کد یاتا HNA است که یک باند فرود آسفالت بتن دارد و طول باند آن ۲۵۰۰ متر است. این فرودگاه در شهر هاناماکی، ایواته کشور ژاپن قرار دارد .

## شرکت‌های هواپیمایی و مقصدهای پروازی
| شرکت‌های هواپیمایی                | مقصدهای پروازی              |
| -------------------------------- | --------------------------- |
| چاینا ایرلاینز                   | چارتر فصلی: تائویوان تایوان |
| Fuji Dream Airlines              | صحرایی ناگویا               |
| خطوط هوایی ژاپن اجرا توسط جی-ایر | فوکوئوکا، اوساکا، نیو چیتوز |
| تای ایرویز اینترنشنال            | چارتر: سووارنابومی          |
| تایگرایر تایوان                  | چارتر فصلی: تائویوان تایوان |